# Ławeczka ogrodnika w Kudowie-Zdroju
Ławeczka ogrodnika w Kudowie-Zdroju – rzeźba w formie ławeczki pomnikowej, umiejscowiona w parku zdrojowym, przy pijalni wód mineralnych w Kudowie-Zdroju.
Pomnik jest wykonany z brązu i przedstawia postać siedzącego ogrodnika, trzymającego w rękach konewkę z herbem Kudowy-Zdroju. Rzeźba autorstwa Jerzego Bokrzyckiego z Wierzbic została odsłonięta w połowie września 2010.